# 春蝶のだから土曜日
春蝶のだから土曜日（しゅんちょうのだからどようび）はラジオ大阪で1982年10月9日から1993年4月3日まで放送されたラジオワイド番組である。

## 概要
前身番組は『男と女でダバダバだ!!』。番組開始当初はラジオ大阪の番組表における本番組のタイトルは前番組の「ダバタバ」を引き継ぐ形で『ダバダバ 春蝶のだから土曜日』であった。
番組末期は二代目 春蝶が1993年1月4日に51歳で急逝したため、改編期までの間は『桜井一枝のだから土曜日』として放送した。
2006年10月から 2009年3月までは春蝶の息子である桂春菜（現:三代目桂春蝶）がパーソナリティを務めた『桂春菜のだから土曜日』を放送した。

## 出演者
- 二代目 桂春蝶（1982年10月 - 1992年12月）[3]
- ピーター・フィンケ （1982年10月放送開始当時）[1][2][3]
- 西岡幸子 （1982年10月 - 1989年3月）[3]
- 上沼恵美子 （1985年 - 1986年当時）
- 三島ゆり子[5]（1987年 - 1989年3月）
- 和田絵衣子 （1989年4月 - 1992年9月）
- 菊地美智子（1989年4月 - 1992年9月）
- 桜井一枝 （1992年10月 - 1993年3月。この期間のラジオ大阪 番組表における本番組のタイトルは『春蝶・一枝のだから土曜日』であった[6]。）

## タイムテーブル
- 9:20 アメダス天気
- 10:00 ニュース
- 10:05 ラジオショッピング[7]
- 10:10／10:47 ハートでトーク・あなたに話したい[8]
- 10:15 だからきいてね[9]
- 10:40 だから言わせて[10]